# Jakob Fischer (Kulturmanager)
Jakob Fischer (* 14. August 1955 in Tobolino, Gebiet Tschimkent, Kasachische SSR, Sowjetunion) ist ein Kulturmanager im Bereich der Deutschen aus Russland.

## Herkunft
Die Ahnen von Jakob Fischer waren Deutsche, die im 18. Jahrhundert nach Russland ausgewandert waren. Ein Zweig seiner Vorfahren mütterlicherseits stammte aus Haßloch und gründete 1767 auf der Bergseite der Wolga die Mutterkolonie Kautz (russischer Name: Werschinka, russ. Вершинка), während die Vorfahren väterlicherseits von Hessen ins Wolgagebiet auswanderten, wo sie sich in der Mutterkolonie Messer (russischer Name: Ust-Zolicha, russ. Усть-Золиха) niederließen. Schon Ende des 19. Jahrhunderts verließen sie allerdings das Wolgagebiet und zogen nach Zentralasien weiter, wo sie im russischen Generalgouvernement Turkestan in der Nähe von Taschkent im Jahr 1892 die wolgadeutsche Tochterkolonie Konstantinowka gründeten. Zu Sowjetzeiten (um 1925) wurde Konstantinowka in Tobolino umbenannt. Im Gegensatz zu den wolga-, schwarzmeer- und kaukasiendeutschen Kolonien, die zum großen Teil aufgehört haben zu existieren, nachdem deren deutsche Bevölkerung bei Ausbruch des Krieges zwischen dem Deutschen Reich und der Sowjetunion 1941 nach Sibirien und Zentralasien (gemeint sind hier: Kasachstan, Kirgisistan, Usbekistan, Tadschikistan, Turkmenistan) deportiert wurde, blieb Tobolino auch nach dem Ende des Zweiten Weltkriegs eine deutsche Siedlung, die seit ihrer Gründung bis zur Massenausreise ihrer Einwohner nach Deutschland in den 1990er Jahren ihre sprachlich-kulturelle Eigenheit bewahren konnte. Dies kam vor allem dadurch zum Ausdruck, dass die Deutschen in Tobolino noch bis in die 1970er Jahre hinein oft nur rudimentäre Kenntnisse der russischen Sprache hatten. So lernte Jakob Fischer Russisch erst nach seiner Einschulung, da in seiner Familie ausschließlich der wolgadeutsche Dialekt gepflegt wurde.

## Werdegang
Fischer studierte Geschichte und Pädagogik in Tschimkent und Germanistik in Alma-Ata. Von 1977 bis 1982 war Fischer Lehrer für Geschichte, Deutsch, Chorgesang und stellvertretender Schulleiter in Leninskoje (heute: Kosestek, kas. Қосестек), Gebiet Aktjubinsk, Westkasachstan. Von 1982 bis zur Ausreise nach Deutschland 1991 arbeitete er als stellvertretender Theaterdirektor des Deutschen Schauspieltheaters in Temirtau, später in Alma-Ata.
Mit Unterstützung des Deutschen Theaters Kasachstan war er der Veranstalter des ersten Festivals der deutschen Kultur im Jahr 1988 im Gebiet Karaganda. Im Oktober 1990 fand unter seiner Leitung – und ebenfalls durch das Deutsche Theater unterstützt – das zweite Festival in der damaligen kasachischen Hauptstadt Alma-Ata statt. Das Festival mit 120 Gruppen und über 2000 Teilnehmern aus verschiedenen Gebieten der UdSSR wurde zum größten kulturellen Ereignis in der Geschichte der Deutschen in Russland.
Fischer war außerdem Gründungsmitglied der am 31. März 1989 in Moskau gegründeten Gesellschaft "Wiedergeburt", die sich für die Wiederherstellung der Wolgadeutschen Republik einsetzte.
Seit 1995 ist er Projektleiter des Schulunterrichtsprojektes Integration der Deutschen aus Russland als Erfolgsgeschichte in Deutschland im Rahmen der Wanderausstellung „Deutsche aus Russland. Geschichte und Gegenwart“, die von der Landsmannschaft der Deutschen aus Russland bundesweit präsentiert und vom Bundesministerium des Innern sowie Bundesamt für Migration und Flüchtlinge gefördert wird. Deutschlandweit bekannt wurde Fischer durch seine Veranstaltungen zur Geschichte und Kultur der Deutschen in Russland.
Fischer ist Experte auf dem Gebiet der Kultur und Volkslieder der Deutschen in der ehemaligen Sowjetunion. Er ist Herausgeber eines Liederbuches mit deutschen Volksliedern aus Russland. Gemeinsam mit den Musikern Wladimir Dederer, Eduard Frickel und den Sängerinnen Katharina Rissling, Maria Penner-Weimer, Lina Neuwirt, Ida Haag-Depperschmidt produzierte er drei Musikalben mit russlanddeutschen Volksliedern. Diese Lieder trugen dazu bei, die Liedtradition der Deutschen aus Russland auch in der Bundesrepublik zu bewahren.
2005/06 und 2007/08 organisierte Fischer Konzertreisen der russlanddeutschen Musik-, Gesang- und Tanzgruppen aus Deutschland zu den Nachfahren der Wolgadeutschen in Argentinien. Seit 2013 ist er Vorsitzender der Juri des Nachwuchswettbewerbs „Neue Namen“ im Rahmen des Festivals der deutschen Kultur in Kasachstan unter dem Titel „Wir sind zusammen“.
Im Dezember 2018 erhielt er das Bundesverdienstkreuz am Bande. Die Verleihung fand am 15. März 2019 in München statt.
Seit 1991 lebt Fischer in Nördlingen.